# 1101-es keresztes hadjárat
Az 1101-es keresztes hadjárat az első keresztes hadjárat eredményeként létrejött keresztes államok megsegítésére indított három, egymástól független fegyveres mozgalom összefoglaló neve.
Az első keresztes hadjáratból hazatérők, valamint az egyház szorgalmazására szerveződött seregek három nagyobb egységbe tömörültek: lombard–frank (IV. Anzelm milánói érsek és István blois-i gróf parancsnoksága alatt); nevers-i (II. Vilmos nevers-i gróf vezetésével); aquitaniai–bajor (IX. Vilmos aquitániai herceg és I. Welf bajor herceg irányításával). Az egymást több hónapos közökkel követő seregek szárazföldi úton, a Balkánon át haladtak; fegyelmezetlenségükből kifolyólag a lombardok és az aquitaniai–bajor csapatok is összetűzésbe kerültek a bizánciakkal. A frank–lombard kontingens eltért eredeti céljától, és a hozzá csatlakozó IV. Rajmund toulouse-i gróf főparancsnoksága alatt nekivágott az anatóliai síkságnak, hogy kiszabadítsák a törökök fogságából I. Bohemund antiochiai fejedelmet. Sikerült elfoglalniuk Ankarát, ám az ellenük összefogó muszlim fejedelmek – I. Kilidzs Arszlán rúmi és Ridván aleppói szultán, továbbá Gází danismend melik – csaknem a teljes frank–lombard hadat megsemmisítették az augusztus eleji, több napon át tartó merszivani ütközetben. Hasonló sorsa jutott a nevers-i és az aquitaniai–bajor had is: előbbi augusztus végén, utóbbi szeptember elején veszett oda Heraclea Cybistránál. A legrangosabb keresztes vezetők túlélték az összecsapásokat, és egyszerű zarándokként folytatták útjukat Jeruzsálembe.

## Előzmények
Az első keresztes hadjárat tulajdonképpeni záróakkordjának, Jeruzsálem bevételének híre 1099 nyárutójára érkezett meg Nyugat-Európába. A szent város elfoglalásával sokan teljesítettnek tekintették fogadalmukat: télre számos keresztes vezető hazatért katonáival a Szentföldről, minek következtében a Bouillon Gottfried rendelkezésére álló haderő alig néhány száz lovagot és egy-kétezer gyalogost számlált. Az első hadjárat eredményeként megszületett Jeruzsálemi Királyságnak ilyenformán égető szüksége volt mind harcosokra, mind telepesekre a fennmaradáshoz. Ennek megfelelően a hazatérők az egyház támogatásával új keresztes hadjáratot szorgalmaztak. II. Paszkál pápa 1099 végén, 1100 legelején levélben szólította fel a frank papságot résztvevők toborzására. Külön hangsúlyozta azok mozgósítását, akik ugyan letették már a keresztes fogadalmat, ám különböző okokból mégsem teljesítették azt. Hugues de Die lyoni érsek tavasszal vagy nyáron zsinatot hívott össze Anse-ba, hogy négy érsekkel és kilenc püspökkel hirdesse ki a keresztes hadjáratról szóló rendelkezést; s az ősz folyamán két pápai legátus érkezett Valence-en és Limoges-on keresztül Poitiers-be ugyanebből a célból. Ott 1100. november 18-ára zsinatot hívtak össze bizonyos egyházi kérdések rendezésére és a clermont-i zsinat határozatainak megerősítésére. IX. Vilmos aquitániai herceg vélhetően a poitiers-i gyűlésen vette fel a keresztet.
Az első keresztes hadjárat győzelme fellelkesítette a tömegeket, ezt jelzi, hogy elsősorban olyan vidékekről – Aquitania, Burgundia, Lombardia és Németország – csatlakoztak szép számmal az újabb vállalkozáshoz, ahol a clermont-i zsinat eleddig nem talált nagyobb visszhangra. Buis-i Anzelm milánói érsek, II. Vilmos nevers-i gróf, valamint IX. Vilmos aquitániai herceg és I. Welf bajor herceg irányítása alatt három jelentősebb sereg szerveződött. Ezek közül a lombard és az aquitaniai had tűnik a legnagyobbnak, létszámuk tekintetében azonban nincsen pontos, megbízható adat. Aacheni Albert például az összevont frank–lombard haderőt 260 000, míg Aurai Ekkehard az aquitaniai–bajor kontingenst 10 000 fősre becsülte. Szintén Aurai Ekkehard, továbbá Guibertus de Novigento az 1096-os vállalkozással megegyezőnek, vagy annál nem sokkal kisebbnek mondták az 1101-es csapatokat. A korabeli források egyöntetűek abban, hogy mindegyik sereget jelentős számú fegyverre nem fogható – nők, gyermekek, egyházi személyek – kísérte. A hadjárat fő pápai legátusa Hugues de Die lyoni érsek volt, akinek munkáját több alárendelt legátus segítette. Az érsek külön úton jutott el Jeruzsálembe, hozzájárulása a vállalkozáshoz nem volt jelentős.
A hadjáratot a zarándokok és a gazdagabb vezérek finanszírozták: előbbiek sokszor eladták vagy elzálogosították a kolostoroknak földjüket, szőlőjüket, utóbbiak közül pedig például az aquitaniai herceg nagyobb összeget kölcsönzött, és ennek fejében lemondott Toulouse iránti igényéről.

## Keleti események

### A frank–lombard hadjárat
A milánói érsek vezette lombard keresztesek többsége nem volt képzett katona: a városok szegénynegyedeiből kerültek ki, csapatukhoz sok egyházi személy és asszony is szegődött. Seregletükben Albert biandratei gróf és testvére, Guidó, valamint unokaöccse, Otto Altaspata, továbbá Albert parmai gróf és Ugo di Montebello voltak a legprominensebb világiak. Aacheni Albert krónikás számukat kétszázezer főre becsülte, a valóságban körülbelül tizedennyien lehettek. Népes tömegüket a katonai irányításért felelős Albert biandratei gróf nem tudta hatékonyan fegyelmezni vagy ellenőrizni.
A lombardok 1100. szeptember 13-án keltek útra Milánóból. Az őszi indulásnak köszönhetően nem kellett megbirkózniuk 1099–1100 telének viszontagságos időjárási körülményeivel, valamint elvégezhették a tavaszi és nyári mezőgazdasági munkákat. Az ősz folyamán átkeltek a Karni-Alpokon, a Száva völgyét követve magyar földre léptek, majd Belgrádnál átlépték a magyar–bizánci határt. I. Alexiosz bizánci császár készült a fogadásukra: követeik kérésére piaci privilégiumokat biztosított a kereszteseknek és szabad piacokat jelölt ki számukra többek között Philippopoliszban, Drinápolyban, Ruszionban és Rodostóban. Ezen kívül a bizánci hadsereg végigkísérte a kereszteseket a Balkánon. A könnyebb ellenőrizhetőség és élelmezés érdekében a bizánciak három csapatra osztották a lombardokat, és Philippopolisz, Drinápoly, valamint Rodostó mellett jelölték ki a csapatok téli táborhelyét. Mindhárom egység fosztogatásba kezdett tábora környékén, emellett egyéb atrocitásokat is elkövettek – például görög templomokba törtek be és megsértették a nagyböjtöt –, ezért a császár márciusban valamennyiüket a főváros falai alá költöztette, hogy onnan mihamarabb átszállíthassák őket Ázsiába. A további keresztesek közeledtéről értesülő lombardok társaik bevárására hivatkozva két hónapon keresztül megtagadták az átkelést a Boszporuszon. Hogy indulásra bírják őket, a bizánci hatóságok megvonták tőlük az ellátmányt, mire a lombardok betörtek a blakhernai császári palota udvarába. Megölték a császári család egyik tagját, és a palotakapu feltörését is megkísérelték, azonban a milánói érseknek és a biandratei grófnak sikerült a rendbontók közé vegyülve elcsitítani a kedélyeket és rávenni a kereszteseket arra, hogy térjenek vissza táborukba. A bizánciak és a keresztesek közötti ellentétek elsimítása az udvarban vendégeskedő IV. Rajmund toulouse-i gróf érdeme volt: a gróf nemcsak a bizánci uralkodó bizalmát élvezte, hanem a keresztesek között is nagy tekintélynek örvendett. Rábeszélésének köszönhetően a lombardok húsvét, vagyis április 21. után átkeltek a tengerszoroson; április végén már Nikomédeiánál várták a nyugatról jövőket.

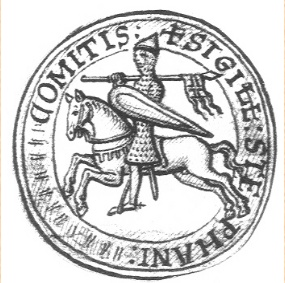
István blois-i gróf pecsétje

Az Antiochia ostromakor való megfutamodása miatt szégyenben élő István blois-i gróf hírneve helyreállítására és felesége unszolására ismét felvette a keresztet. I. István burgundi gróf, I. Odó burgundi herceg, II. Hugó, Broyes ura, Baudouin de Grandpré és Hugues de Pierrefonds soissons-i püspök társaságában 1101 tavaszán vágott neki a keleti útnak. A francia kontingens Itálián és az Adriai-tengeren át május elejére érkezett meg a bizánci fővárosba. Útközben, más források szerint viszont csak Nikomédeiánál csatlakozott hozzá egy kisebb német egység IV. Henrik német-római császár kapitányának, Konrádnak a parancsnoksága alatt. A Konstantinápolyban összegyűlt lombard, francia és német keresztesek a hadjárat parancsnoki posztját Rajmund toulouse-i grófnak ajánlották fel. Május legvégén vagy június elején kevés bizáncival kiegészülve elhagyták Nikomédeiát; vezetőjük Tzitasz tábornok volt, aki alá ötszáz helybéli zsoldos, úgynevezett turkopol tartozott.
A blois-i és a toulouse-i gróf az első keresztes hadjárat útvonalát követve, Dorülaion és Ikónion érintésével szándékozott eljutni a Szentföldre, tervüket a bizánci császár is támogatta. A lombardok azonban mindenekelőtt a danismend törökök északkelet-anatóliai Níkszár erődjében raboskodó I. Bohemund antiochiai fejedelem kiszabadítását javallották, és sikerült is érvényre juttatni akaratukat. Nikomédeia után a keresztes had az ankarai útra tért: a vidék jórészt bizánci kézen volt, Ankarát ellenben a rúmi szeldzsukok tartották. A szaracénok nem vártak abban a térségben keresztes támadást – Nikaiánál, az első keresztes hadjárat első ütközetének színhelyén számítottak az ellenségre. A keresztesek június 23-án elfoglalták a gyengén védett Ankarát, majd átadták azt a bizánci uralkodó képviselőjének. Ankarából a dél-paphlagóniai Gangra városa felé mentek tovább, de a keresztesek elől korábban ugyanezen az útvonalon visszavonuló I. Kilidzs Arszlán rúmi szultán felperzselte a vidéket, nem hagyva élelmet a támadóknak. A keresztények jövetelét félő Gází danismend melik szövetséget kötött a rúmi szeldzsukokkal, és Ridván aleppói szultánt is sikerült rávennie erősítés küldésére. Az ilyképp megerősített Gangra bevehetetlennek bizonyult a keresztesek számára. A júliusi hőségben, szűkös ellátmánnyal kényszerültek továbbmenetelni az anatóliai fennsíkon. Rajmund toulouse-i gróf javaslatára végül északnak fordultak Kasztamonu felé, hogy onnan eljuthassanak valamelyik bizánci városba a Fekete-tenger partján.

#### A merszivani ütközet
A környező utakon gyorsan mozgó törökök rátámadtak az elgyötört, ivóvizet nélkülöző keresztesekre. A hétszáz lombard alkotta előőrs lovagjai megfutamodtak, teljesen kiszolgáltatva a gyalogságot, melyet a törökök megsemmisítettek. Az István burgundi grófnak köszönhetően visszarendeződő előőrsnek sikerült elkergetnie az ellenséget. A következő napokban a törökök a Rajmund toulouse-i gróf irányította hátvédet zaklatták. A keresztes had emiatt kénytelen volt egyetlen tömbben vonulni, nem küldhettek ki sem felderítőket, sem élelmiszerszerző csapatokat. Az egyetlen kiutat az jelenthette volna, ha kitörnek a tengerpart irányába; a lombardok azonban ragaszkodtak hozzá, hogy visszaforduljanak keletnek. Július közepe táján átkeltek a Halüsz folyón, ám az Amasziába menő úton, a Níkszártól mintegy 250 kilométerre fekvő Merszivannál a danismendek tőrbe csalták a német Konrád kapitányt: a németek bevettek egy török erősséget Merszivan közelében, de miközben visszatérőben voltak a táborba, a szaracénok rajtuk ütöttek és több száz főt levágtak közülük. Azt ezt követő merszivani ütközetben a keresztesek megsemmisítő vereséget szenvedtek: először a lombardok fogták menekülőre a dolgot, asszonyaikkal és papjaikkal nem törődve, példájukat kisvártatva Tzitasz bizánci kapitány zsoldosai követték. A turkopoloktól magára hagyott Rajmund gróf egy sziklás dombra húzódott, István blois-i gróf küldött embereket a megmentésére. Aacheni Albert szerint Rajmund gróf volt a következő, aki kereket oldott: az est beálltával testőreivel és bizánci kíséretével a tenger felé menekült. Az egész délután kitartó és küzdő frank lovagok, Konrád német kapitány és a sereg maradéka erről értesülvén mindannyian megfutamodtak, hátrahagyva a törököknek táborukat, benne a harcra nem foghatókkal. A danismendek először a táborban lévő férfiakkal és idős asszonyokkal végeztek, ezután a menekülőket utolérvén csaknem az utolsó szál emberig megölték a gyalogságot és a lombardokat. Körülbelül a keresztes sereg négyötöde esett el. Fegyvereik és kincseik török kézre kerültek; a velük utazó fiatal nőket és gyermekeket elhurcolták rabszolgának.
Toulouse-i Rajmund és emberei épségben eljutottak a Halüsz folyó torkolatánál található kis bizánci kikötőbe, Bafrába, ahol hajóra szálltak Konstantinápolyba. A többi életben maradott keresztes, köztük a milánói érsek, valamint a burgundi és a blois-i gróf Szinopénál érte el a Fekete-tengert; ők a part menti bizánci úton vonultak vissza nyugatra. Kora ősszel érkeztek meg a bizánci fővárosba. Anzelm milánói érsek ott hunyt el szeptember 30-án.
A latin keresztény közvélemény a bizánciakat tette meg bűnbaknak a katasztrófáért: eszerint Rajmund toulouse-i gróf a bizánci császár utasítására térítette rá a sereget a danismend kelepcébe torkolló kasztamonui útra. I. Alexiosz császár azt remélte, hogy a Szentföldre menet a keresztesek megtisztítják és biztosítják a szíriai utakat, biztonságos összeköttetést teremtve Bizánc és Szíria között – ezáltal a bizánciak megszilárdíthatták volna hatalmukat Kis-Ázsia visszahódított nyugati térségében, továbbá beavatkozhattak volna a szíriai ügyekbe. Bizánc számára az lett volna ideális, ha a keresztesek Bouillon Gottfried útvonalát követik a Szentföldre, de a keresztesek nem váltották be a hozzájuk fűzött reményeket. Ezenkívül a császár ekkortájt kezdett tárgyalásokat I. Bohemund antiochiai fejedelem megváltására a rabságból, ezért nem állt érdekükben háborúba keveredni a danismendekkel. A lombard–francia–német sereg kudarca tovább rontotta a keresztesek és a bizánciak addig sem felhőtlen viszonyát.

### A nevers-i hadjárat

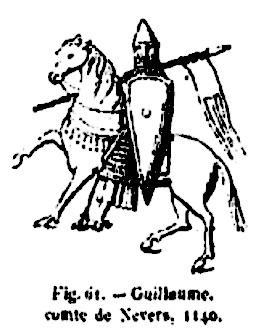
II. Vimos nevers-i gróf pecsétje

A keresztesek második csoportját II. Vilmos nevers-i gróf vezette. Különálló hadseregként való kezelésük egyedül Aacheni Albert krónikáján alapul; a történészek körében olyan elmélet is létezik, miszerint a nevers-iek a burgundiakkal vagy az aquitaniaiakkal együtt utaztak. A nevers-iek különállóságára vonatkozó források hiányához hozzátartozik azonban, hogy a történetírók a hadjáratban résztvevő csapatokat sokszor összekeverték, sőt, néha egyetlen hatalmas hadseregbe vonták őket össze írásaikban.
A nevers-iek februárban keltek útra; Itáliát átszelve Brindisinél átkeltek az Adriai-tengeren Avlonába, és fegyelmezetten keresztülmeneteltek Makedónián. Konstantinápolyba júniusban, néhány nappal azt követően érkeztek meg, hogy a lombardok maguk mögött hagyták Nikomédeiát; ezért II. Vilmos gróf a szívélyes fogadtatás ellenére sem időzött sokat a bizánci udvarban, hanem június 24-én a lombardok után eredt. Nikomédeiából ő is Ankara felé vette az irányt, de amikor július végén megérkezett a városba, nem sikerült információt szereznie a lombard–frank sereg hollétéről. Ekkor a gróf a közép-anatóliai régió délnyugati peremén található Ikónion ellen vonult. Útközben meg kellett birkózniuk néhány helyi török csapat támadásával. Augusztus közepén érkeztek meg Ikónion alá, melyet erős szeldzsuk helyőrség védett. Miután a település roham általi elfoglalására tett kísérlet nem járt sikerrel, a gróf a továbbhaladás mellett döntött.
I. Kilidzs Arszlán rúmi szultán és Gází danismend melik az újabb keresztes hadról értesülvén az ellenséget megelőzve Heraclea Cybistrába siettek, ahol csapdát állítottak a lassan közeledő nevers-ieknek. A létszámhátrányban lévő, egyébként is kimerült frank sereg odaveszett a rövid küzdelemben. A gróf és néhány lovagja áttörte a törökök vonalát; sikerült eljutniuk a bizánci kézen lévő Germanikopolisz várába. Aacheni Albert korabeli krónikás tanúsága szerint a grófot és bajtársait tizenkét bizánci turkopol hivatott a keresztes Antiochiába kísérni, ám a turkopolok kifosztották és magukra hagyták a frankokat a sivatagban. A viszontagságok után II. Vilmos fegyvertelenül, szakadt ruházatban érkezett meg Antiochiába.

### Az aquitaniai–bajor hadjárat
Az 1101. évi keresztes expedíciók utolsó, harmadik hullámát francia és német egységek alkották. A franciák IX. Vilmos aquitániai herceg és az első keresztes hadjáratot Antiochia ostromakor otthagyó I. Hugó vermandois-i gróf vezetése alatt, nagyböjt második, március 12–19-i hetében vágtak neki az Észak-Itálián, Karintián és Magyarországon keresztül vezető útnak. Velük tartott többek között VI. Hugó lusignani nagyúr, II. Gottfried vendôme-i gróf, II. Herbert thouars-i őrgróf és öccse, Gottfried; valamint a klérusból Reginald périgueux-i és Vilmos auvergne-i püspök. I. Welf bajor herceg, Thiemo salzburgi érsek, Ida osztrák őrgrófné, Ulrik passaui érsek és Admont bencés apátja, továbbá Aurai Ekkehard krónikás, aki Hierosolymita címmel írt beszámolót a keresztes hadjárat eseményeiről, jól felfegyverzett lovagságból és gyalogságból álló sereggel csatlakozott a franciákhoz. Az egyesült francia–bajor sereg a Duna vonalát követte, majd Belgrádnál rátértek a Balkánt átszelő fő útvonalra. Kora májusban már bolgár vidéken jártak. Fegyelmezetlenségük olyan mértéket öltött, hogy a bizánciak Drinápoly magasságában besenyő és kun harcosokat küldtek ellenük; Drinápoly falai alatt pedig a bolgárokkal és Guzs nevű vezetőjükkel kerültek kisebb összetűzésbe. Hogy a bizánciak megadják a továbbmeneteli engedélyt, a két herceg személyesen vállalt kezességet embereik jó magaviseletéért; de így is erős kíséret felügyelte őket Konstantinápolyig, ahova június elején érkeztek meg. II. Vilmos nevers-i gróf serege nem sokkal járt előttük, de az aquitaniai–bajor had vélhetően a vezetők közötti személyes ellentétek miatt nem egyesült a nevers-ivel; helyette öt héten keresztül várakoztak a Boszporusznál. Itt a németek körében rémhírek kezdtek keringeni arról, hogy Alexiosz császár el szándékozik árulni őket a törököknek, ezért a zarándokok egy része, köztük Aurai Ekkehard, hajóra szállt a Szentföld irányába.

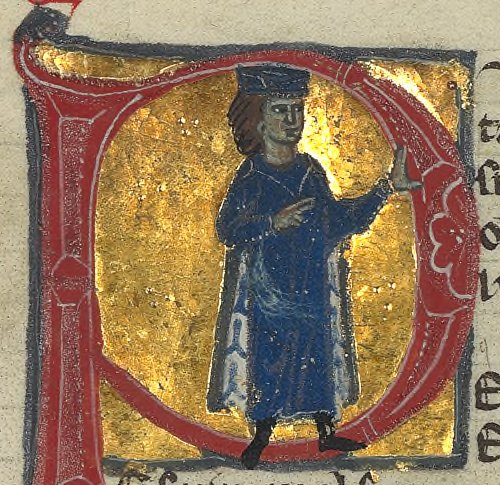
IX. Vilmos aquitániai herceg, a hadjárat egyik vezetője, az első ismert trubadúr

A németek maradéka és az aquitaniaiak július közepén továbbhaladtak a fő úton Dorülaion felé. Helyzetüket nehezítette, hogy a nevers-i kontingens Ikónion felé haladtában néhány nappal korábban ugyanezt az utat járta be, kimerítve a környék élelmiszerkészletét. Az elhagyatott Philomélion kifosztása után, nagyjából a merszivani csatával egy időben megérkeztek Ikónionba; ennek védői korábban kitartottak a nevers-iekkel szemben, a jóval nagyobb keresztes sereg jövetelének hírére azonban dezertáltak – arra viszont ügyeltek, hogy ne hagyjanak hátra élelmet. Az Ikónionból Heraclea Cybistrába vezető sivatagi úton török lovasok támadták a keresztes sereg szélét, ellehetetlenítve bárminemű élelmiszerszerzést.
Az aquitaniaiak és a bajorok szeptember elején érkeztek meg az úgyszintén elhagyatott Heracleába. Itt Gází danismend melik, I. Kilidzs Arszlán rúmi és Ridván aleppói szultán szövetséges serege várta őket. A szaracénok a város alatti folyó partján álltak lesben; lerohanták az ivóvízért igyekvő, óvatlan kereszteseket, és a kitörő pánikot kihasználva lemészárolták őket. A hadsereg legrangosabb vezéreinek – az aquitaniai hercegnek, a vermandois-i grófnak és a bajor hercegnek – sikerült elmenekülnie: IX. Vilmos herceg és a súlyosan megsebesült I. Hugó gróf külön utakon jutottak el Tarsusba, ahol a gróf október 18-án belehalt sérülésébe; I. Welf bajor herceg pedig Antiochiába keveredett el. Thiemo salzburgi érsek vértanúhalált szenvedett; Ida osztrák őrgrófné sorsa ismeretlen – későbbi legendák szerint fogolyként egy muszlim előkelő háremébe került, de valószínűleg ő is életét vesztette az ütközetben.
Az életben maradt résztvevők folytatták ugyan útjukat Jeruzsálembe, de ekkor már nem képviseltek semmilyen katonai erőt: a kezdetben hadjáratnak indult 1101-es keresztes vállalkozás lényegében a kevés számú túlélő zarándoklataként végződött. Aquitania és Bajorország hercege, valamint Nevers grófja Antiochiában gyülekezett; a frank–lombard sereg vezérei – István blois-i, Albert biandratei és István burgundi gróf, a német Konrád kapitány – az ősszel még Konstantinápolyban voltak. A császár beleegyezésével az év végén, hajóval folytatták útjukat Antiochiába. Az itt időző vezérek 1102 februárjában indultak Jeruzsálembe fogadalmuk teljesítésére, minekutána az aquitaniai herceg hazatért, a burgundi és a blois-i gróf, továbbá Konrád kapitány, Hugó lusignani úr és Gottfried vendôme-i gróf pedig I. Balduin jeruzsálemi király oldalán harcoltak a vesztes második ramlai csatában.

## Következményei
Mindhárom 1101. évi keresztes hadjárat kudarccal zárult: nem jutottak el Jeruzsálembe, a törököket sem sikerült kiűzniük Anatóliából, aminek következményeként a térség útvonalain a keresztények – sem a latin keresztesek, sem a bizánciak – nem közlekedhettek biztonságban. Az anatóliai utak biztosítása nem csak a csapatmozgások szempontjából lett volna kulcsfontosságú: ezt az útvonalat használták volna a nyugati frank telepesek is, akik így arra kényszerültek, hogy a sokkal költségesebb, és ezért nem mindenki számára elérhető hajóutat válasszák, vagy megvárják egy nagyobb keresztes had indulását, hogy ahhoz csatlakozva jussanak el a Szentföld keresztes államaiba. A tengeri utazás kényszere ugyanakkor közrejátszott az itáliai tengeri városok gazdasági és politikai megerősödésében. Az expedíció sikertelenségét természetesen megsínylették a keresztes államok is: az 1101-es hadjáratnak egyszerre volt oka és célja ezek megsegítése, és ennek elmaradása miatt az államok az elkövetkezendő években kénytelenek voltak saját, meglehetősen szűkös erőforrásaikra hagyatkozni mind a védekezés, mind a kormányzat terén. A három, mészárlásába torkolló ütközet jelentette hatalmas emberveszteség döntő szerepet játszott abban, hogy a keresztesek erődök építésébe fogtak: a jól felszerelt építmények oltalmában kevés számú védő is elegendő volt az ellenség sakkban tartására. A Taurusz-hegység vidékén uralkodó rupenida örmény fejedelmek és az antiochiai normannok viszont előnyt kovácsolhattak az 1101-es eseményekből: mind az örmények, mind az antiochiai normannok tartottak Bizánc befolyásának kiterjesztésétől, és ezt most meggátolták a sikertelen hadjáratok. Antiochiában a fogoly I. Bohemund fejedelem helyett kormányzó Tancrède de Hauteville így megszilárdíthatta hatalmát.
A vereségek ellenére a keresztes mozgalom iránti lelkesedés nem hagyott alább Európában, mi több, az 1101-es fiaskó megerősítette a hitet, miszerint az első keresztes hadjárat valóban isteni akaratból végződött „csodaszámba menő” sikerrel. A nyugati krónikások a gőgért és a többi keresztény ellen elkövetett atrocitásokért elszenvedett isteni büntetésként tekintettek az 1101-es kudarcra, melyért a felelősséget mindazonáltal igyekeztek Alexiosz bizánci császárra hárítani azáltal, hogy a törökökkel való összejátszással vádolták. I. Balduin jeruzsálemi király követséget küldött Bizáncba, és a császár megesküdött saját ártatlanságára, de a követségből Európába visszatérő, a pápa előtt a császárt tisztázni hivatott Barzenonai Manassé püspök védelmezés helyett inkább vádolta a bizánci uralkodót. Az 1101-es hadjárat ezáltal tovább mélyítette a görög és latin keresztények között húzódó szakadékot. 
James L. Cate történész elsősorban a szervezetlenséget nevezi meg a csúfos kimenetel okaként: nemcsak a konstantinápolyi csapategyesítésre nem került sor, a vezetők nem rendelkeztek a kellő helyismerettel, sem megfelelő információkkal az ellenség taktikájáról. Nehezítő körülményt jelentett a harcra nem foghatók nagy aránya és a török lovasíjászokkal szemben ütőképes haderő hiánya.

## Érdekességek
- Az 1101-es keresztes hadjáratról nem született olyan szemtanúi, keresztény forrásmunka, mint Foucher de Chartres krónikája vagy az ismeretlen szerzőjű Gesta Francorum az első keresztes hadjáratról. Aurai Ekkehard krónikás csak a hadjárat kései szakaszába kapcsolódott be, akkor is rövid időre. A legrészletesebb leírás Aacheni Albertnél található. Mindazonáltal Aurai Ekkehard és Aacheni Albert is túlélők visszaemlékezéseit dolgozta fel.[55] További értékes forrásmunkának számít Anna Komnéné, Foucher de Chartres, Orderic Vitalis és Türoszi Vilmos krónikája.[56]
- Amikor a lombardok betörtek I. Alexiosz császár blakhernai palotájába, megölték az uralkodó egyik szelídített oroszlánját.[15][16] Ordericus Vitalis krónikás kiszínezte a történteket, elbeszélésében a császár oroszlánokat és leopárdokat uszított a keresztesekre.[57]
- A keresztesek rendszeresen vittek magukkal a csatába szent ereklyéket, hogy azok oltalmazzák őket a harcban. A merszivani csata előtt Anzelm milánói érsek Szent Ambrus karját, más források szerint arany palástját, Rajmund toulouse-i gróf pedig a Szent Lándzsát tette közszemlére a katonák körében.[58]
- A heracleai összecsapásban eltűnt Thiemo salzburgi érsek és Ida osztrák őrgrófné további sorsát illetően legendák keringtek a keresztesek körében. Ezek szerint a rabságba hurcolt és háremhölggyé lett Ida őrgrófné és egy szaracén emír kapcsolatából származott Zangi atabég, a keresztesek nagy ellensége.[30] A valóságban Zangi az 1080-as évtized második felében született, így Ida őrgrófné nem lehetett a szülőanyja. Thiemo érsekről azt tartották, hogy fogságba kerülvén egy muszlim bálványt kellett felújítania, s mikor az érsek megpróbálta kiűzni a bálványban lakozó démont, az istenkáromlásba fogott. Az érsek erre szétzúzta a szobrot, amiért pogány fogva tartói kegyetlenül megkínozták és megölték.[30][59]